# Reivindicação coreana da ilha de Tsushima
A Reivindicação coreana sobre a ilha de Tsushima ou disputa de Tsushima refere-se a uma questão territorial sobre a Ilha de Tsushima (対馬), uma grande ilha no Estreito da Coreia entre a península coreana e a ilha de Kyushu, parte do Japão. A ilha também é conhecida como Daemado (대마도) em coreano. A Coreia do Sul não reivindica oficialmente a ilha, embora alguns sul-coreanos afirmem que a Coreia tem uma reivindicação histórica em relação à ilha e passaram a adotar medidas para tentar fortalecer tal reivindicação.

## História
O Sanguozhi, os registros históricos oficiais do período dosTrês Reinos da China (220 a 280 d.C.) escritos no século três, registram que a ilha foi um território antigo de Wa (Japão). Da mesma forma, o Samguk sagi afirma que o Japão governava a ilha desde o ano 400 da Era Comum.
Quando o antigo sistema jurídico Ritsuryō foi estabelecido no Japão (entre 645 e 701 d.C.), a Província de Tsushima tornou-se formalmente uma província japonesa. Desde então, a província faz parte do Japão, exceto pelos períodos de ocupação temporária do Império Mongol nas invasões mongóis do Japão (1274 e 1281).     
Embora a corte real da Dinastia Joseon da Coreia (1392-1897) reconhecesse que a ilha era habitada e controlada por japoneses, geralmente sustentava que a ilha era território coreano desde os tempos antigos e que, apesar da longa ocupação japonesa da ilha, ela pertencia fundamentalmente por direito à Coreia. A casa dos samurais de Sō, vassalos leais de cada um dos sucessivos xogunatos que atuavam como governadores ou senhores de Tsushima desde o século XII, também foram reivindicados como vassalos pelos reis de Joseon e consistentemente se comportaram de acordo.
A ilha foi descrita por Hayashi Shihei em Sangoku Tsūran Zusetsu, publicado em 1785. Como em muitas publicações japonesas da época, foi identificada como parte do Japão.

### Século XX
Em 1946 o Comandante Supremo das Forças Aliadas, Douglas MacArthur, estabeleceu que o território do Japão incluiria as quatro ilhas principais e aproximadamente 1000 ilhas próximas, incluindo Tsushima.
Em 1948 a República da Coreia afirmou sua soberania sobre a ilha com base em "reivindicações históricas". Em 1949, o Comandante Supremo rejeitou as alegações coreanas. 
Em 1951 as negociações entre Estados Unidos e Coreia sobre o Tratado de São Francisco não mencionaram a Ilha Tsushima. Após isso, o status de Tsushima como uma ilha do Japão foi confirmado pelos EUA.
Em 1974 a Coreia e o Japão reafirmaram que Tsushima faz parte do Japão.

### Século XXI
Em 2008 uma pequena minoria de membros da Assembleia Nacional da Coreia do Sul propôs reivindicar Tsushima como parte da Coreia. Haviam 50 membros neste grupo.
Em 2010, alguns membros da Assembleia Nacional propuseram um estudo das reivindicações territoriais da Coréia em relação a Tsushima. Haviam 37 membros neste grupo.
Em 2013 um tribunal sul-coreano estabeleceu uma liminar que provisoriamente impedia que uma estátua budista roubada de um templo em Tsushima e enviada para a Coreia do Sul retornasse ao templo. Um documento encontrado na estátua mostrava que a mesma fora construída no templo coreano Buseoksa em 1330. Com base nesse registro, alguns coreanos assumem que a estátua foi levada ilegalmente da Coreia para o Japão por piratas japoneses no final do século XIV. Além disso, o templo Buseoksa declarou sua propriedade sobre a estátua. Essa notícia provocou outra onda de raiva nos habitantes da ilha e em todo o Japão, pois se supunha que esse poderia ser um outro plano de ambição territorial coreana em relação à ilha.

### Linha do tempo
- 1946: O Comandante Supremo das Forças Aliadas lista Tsushima como parte do Japão[6]
- 1950: a Coreia reivindica a ilha[7]
- 1951: A Coreia do Sul anula a reivindicação de Tsushima[8]
- 1974: Tratado entre a Coreia do Sul e o Japão reconfirma Tsushima como ilha japonesa[10]
- 2005: A cidade sul-coreana Changwon reivindica a ilha como território sul-coreano.[16][17]
- 2008: 50 membros da Assembleia Nacional da República da Coreia propõem reivindicar Tsushima[11]
- 2010: 37 membros da assembleia nacional da República da Coreia propõem estudo sobre a reivindicação da ilha[13]

## Posição dos Estados Unidos
Um relatório dos Estados Unidos intitulado Recente Reivindicação da Coreia da ilha de Tsushima analisou a reivindicação coreana e afirmou:
"Embora muitos coreanos possam estar convencidos da validade de sua reivindicação, é óbvio que as demandas do governo e o apoio popular a elas não estão baseados em uma análise racional e legal da questão. As demandas parecem ambas um reflexo e um apelo calculado ao nacionalismo e aos sentimentos anti-japoneses que prevalecem por toda a República."
"Não há questão em relação ao status de Tsushima como uma dependência do Japão após 1668. A reorganização japonesa do governo de Tsushima após a Restauração Meiji antagonizou os coreanos, mas eles só podiam expressar desaprovação em relação ao assunto. Nenhum outra nação tentou desafiar o controle do Japão desde 1668. Assim, com base na informação disponível, a reivindicação da Coreia não parece ter bom fundamento. Apesar da Coreia aparentemente possuir uma posição dominante na ilha antes de 500 d.C., sua alegação sobre o controle nos períodos subsequentes não é apoiada pelos fatos disponíveis. Pelo contrário, há pouca duvida de que durante pelo menos 350 anos o Japão exerceu controle completo e efetivo sob Tsushima."